# شيريل فرنسيس هارينجتون
شيريل فرنسيس هارينجتون (بالإنجليزية: Cheryl Francis Harrington)‏ هي ممثلة أمريكية، ولدت في 13 يونيو 1956.

## وصلات خارجية
- شيريل فرنسيس هارينجتون على موقع IMDb (الإنجليزية)
- شيريل فرنسيس هارينجتون على موقع قاعدة بيانات الفيلم (الإنجليزية)